# &Chantal
&Chantal is een Nederlands televisieprogramma dat werd uitgezonden door RTL 4. Het programma was vernoemd naar Chantal Janzen, die tevens het programma presenteerde.

## Format
In het programma ontving presentatrice Chantal Janzen elke aflevering, op zaterdag, diverse gasten in haar programma om over verschillende onderwerpen te praten. Elke aflevering had een thema, op dit thema werden de gasten en de gesprekken gebaseerd.
De gasten die Janzen in haar programma ontving waren elke aflevering minimaal drie bekende Nederlanders, daarnaast waren er door het seizoen heen ook een aantal onbekende gasten te zien die hun verhaal en visie over het bewuste onderwerp deelden. 
Tevens was er in het programma ruimte voor muzikale optredens door een gastartiest of Janzen zelf. 

## Afleveringsoverzicht
| Afl. | Uitzenddatum     | Thema               | bekende gasten     | bekende gasten          | bekende gasten           | Kijkcijfers |
| ---- | ---------------- | ------------------- | ------------------ | ----------------------- | ------------------------ | ----------- |
| 1    | 28 oktober 2017  | I've got the power  | De Lama's          | Rico Verhoeven          | Emilio en Gloria Estefan | 1.265.000   |
| 2    | 4 november 2017  | Geluksvogels        | Katja Schuurman    | Marieke Elsinga         | Jan Smit                 | 1.428.000   |
| 3    | 11 november 2017 | Met de billen bloot | Gordon             | Miljuschka Witzenhausen | Maan                     | 1.226.000   |
| 4    | 18 november 2017 | Over de grens       | Plien van Bennekom | Carly Wijs              | Tim den Besten           | 1.332.000   |
| 5    | 25 november 2017 | Doe maar gewoon     | Dan Karaty         | Roxeanne Hazes          | Wendy van Dijk           | 1.310.000   |
| 6    | 2 december 2017  | Mooi is dat         | Fred van Leer      | Leco van Zadelhoff      | Lieke van Lexmond        | 1.172.000   |
| 7    | 9 december 2017  | Slaap lekker        | Carlo Boszhard     | Leonie ter Braak        | Gerard Ekdom             | 661.000     |

## Achtergrond
In augustus 2017 werd door RTL bekendgemaakt dat Chantal Janzen haar eigen personality-programma zou krijgen. De eerste aflevering van het programma werd uitgezonden op 28 oktober 2017 en was goed voor 1.265.000 kijkers. De vijf afleveringen die volgden, scoorden gemiddeld rond de 1,3 miljoen kijkers. De zesde aflevering viel op door de parodie die Janzen maakte op het programma Lelijke eendjes.
De zevende en laatste aflevering van het seizoen sloot af met de helft minder kijkers, namelijk 661.000 kijkers. Dit kwam mede omdat de eerste zes afleveringen van het programma geprogrammeerd stonden na het succesvolle programma Oh, wat een jaar!.